# أوسكار إيبانيز
أوسكار إيبانيز (بالإسبانية: Oscar Ibáñez)‏ هو مدرب كرة قدم ولاعب كرة قدم أرجنتيني وبيروفي، ولد في 8 أغسطس 1967 في مدينة بريسدنس روكي ساينز بينيا في الأرجنتين. شارك مع منتخب بيرو لكرة القدم. أما مع النوادي، فقد لعب مع أرسنال ساراندي وسبورت بويز وسيينسيانو ونادي يونيفرسيتاريو.

## وصلات خارجية
- أوسكار إيبانيز على موقع الاتحاد الدولي (مؤرشف)  (الإنجليزية)
- أوسكار إيبانيز على موقع قاعدة بيانات كرة القدم.إي يو (الإنجليزية)
- أوسكار إيبانيز على موقع ناشيونال فوتبول تيمز (الإنجليزية)